# Всесвіт

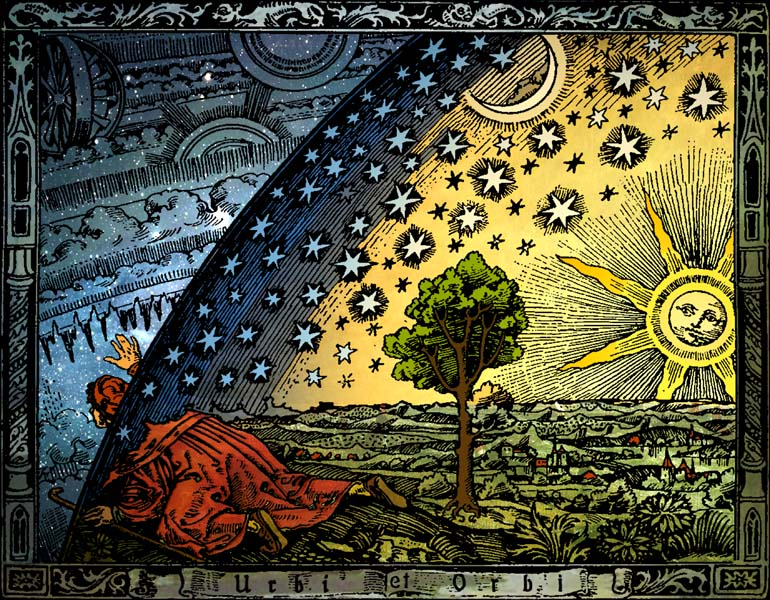
Універсум — гравюра Фламмаріона, Париж, 1888, Колір : Гюго Гайкенвельдер, Відень, 1998

Все́світ — весь матеріальний світ, різноманітний за формами, що їх набуває матерія й енергія, разом з усіма галактиками, зорями, планетами та іншими астрономічними об'єктами.

## Тлумачення терміна
Всесвіт настільки великий, що його розміри важко уявити. Всесвіт, досліджуваний астрономами, — частина матеріального світу, що доступна дослідженню астрономічними засобами, які відповідають досягнутому рівневі розвитку науки (часто цю частину всесвіту називають метагалактикою), простягається на 1,6·1024 км і нікому не відомо, наскільки він великий за межами видимої частини.
У вужчому сенсі під Всесвітом розуміється світ небесних тіл із законами їхнього руху та розвитку, їхній розподіл у часі і просторі. Матерія у Всесвіті розподілена вкрай нерівномірно, значна частина її зосереджена в окремих більш або менш щільних космічних тілах: галактиках, зорях і туманностях. Відстані між окремими об'єктами як правило, вимірюють у світлових роках, тобто відстанях, які світло проходить за один рік (від Сонця до найближчої до нас зорі воно йде понад 4 роки).
Небесні тіла, з яких складається Всесвіт, вивчає наука астрономія. Астрофізика намагається зрозуміти явища і процеси, що відбуваються у Всесвіті. Теорії еволюції Всесвіту та гіпотези його подальшого розвитку розробляються в рамках космології. Наукове дослідження Всесвіту спирається на так званий космологічний принцип, який стверджує, що закони природи у всьому обсязі Всесвіту однакові. Разом з тим, еволюція раннього Всесвіту зараз викликає сумнів. Численні галактики, виявлені космічним телескопом Джеймса Вебба, не відповідають стандартній моделі космології, в яку зараз вірять астрономи. 

## Будова Всесвіту
Серед небесних тіл найвиразніше виділяються зорі, завдяки світлу, яке вони випромінюють. Зоряна речовина перебуває у стані плазми — електропровідного намагніченого середовища. У надрах зірок температура сягає десятків мільйонів градусів. Еволюція зір охоплює такі фази: протозоря, утворення в центрі цієї формації термоядерного вогнища, основна фаза вигорання водню у термоядерних реакціях, перетворення зорі на червоного гіганта, а потім — в білого карлика (для зір подібних Сонцю), колапс масивних зір з вибухом «наднових» та виникненням нейтронних зір і колапсарів — «чорних дірок».

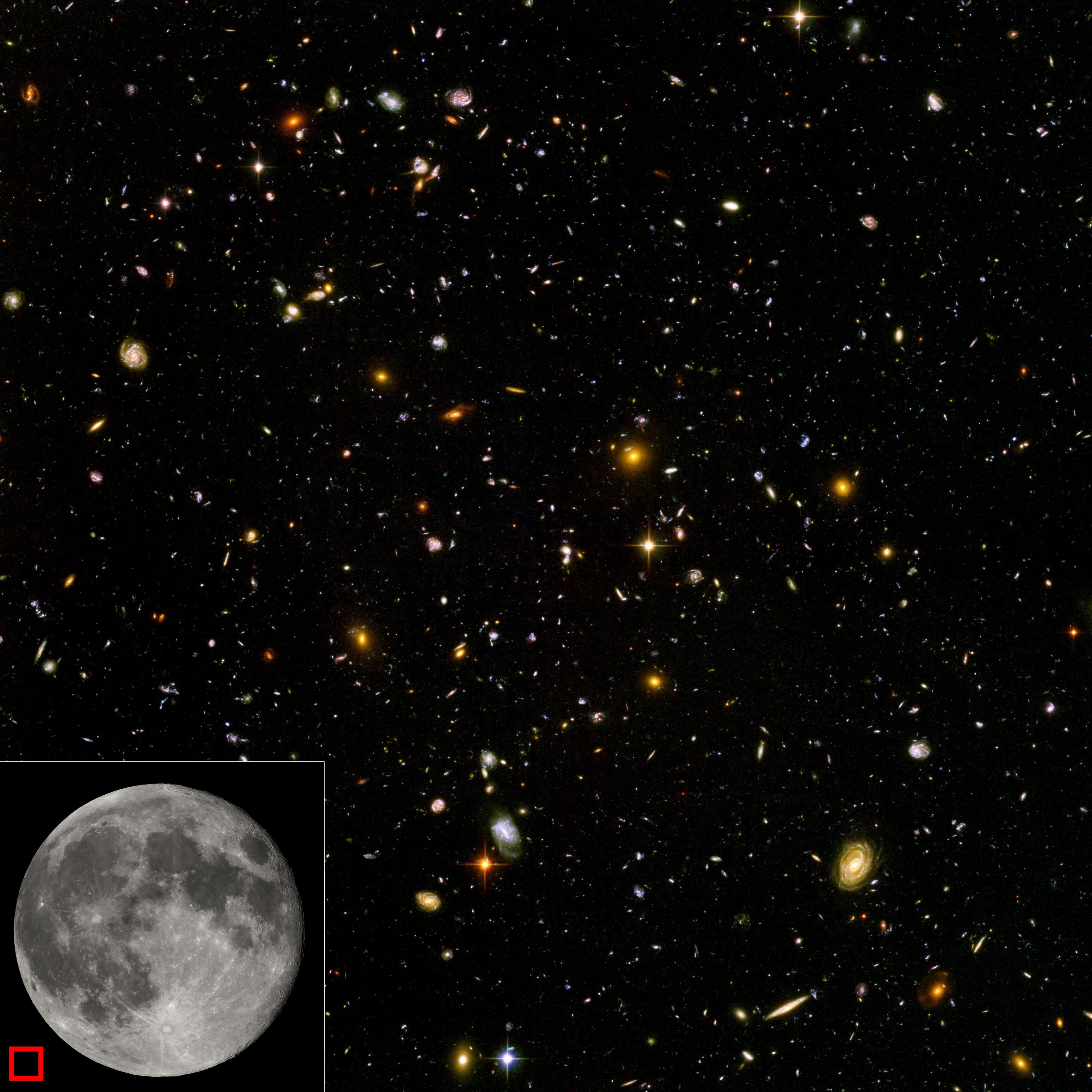
Hubble Ultra Deep Field — знімок всесвіту, що охоплює так звану Область Наддалекого Огляду, отриманий космічним телескопом «Габбл»

Деякі зорі мають супутники — планети або схожі на них масивні тіла і утворюють разом з ними системи, подібні до нашої Сонячної. При забезпеченні низки сприятливих умов на планетах може виникнути життя, як це відбувається на Землі.
Найближчі до Землі зорі обертаються навколо загального центру мас, утворюючи загалом велетенську зоряну систему — галактику Чумацький Шлях, радіус якої сягає 4·1022 км. Загальна кількість зір у нашій Галактиці близька до 1011. Тривалість основної фази вигорання водню у термоядерних реакціях коливається в межах 8·106 — 70·109 років. Окрім нашої Галактики, до якої входить наша Сонячна система, виявлено багато інших галактик та зоряних систем, які утворюють велетенську космічну систему — Метагалактику (декілька мільярдів галактик).
Зорі та інші астрономічні об'єкти посідають тільки незначну частину обсягу Всесвіту. Більшість Всесвіту охоплює міжзоряний простір — області, заповнені в основному електромагнітним випромінюванням і нейтрино з незначною кількістю атомів баріонної речовини, здебільшого — атомів водню. Густина Всесвіту в середньому дуже низька — приблизно 9,9·10−30 г/см3. Це відповідає приблизно одному атому гідрогену на кубічний метр.
Дослідження сучасних астрономічних даних про рух галактичних скупчень, виявив його несумісність з уявленнями про кількість речовини у Всесвіті. Однією з теорій, що намагається пояснити розбіжності між спостереженнями та теоретичними розрахунками, є припущення існування у Всесвіті темної матерії та темної енергії. За цією теорією видима баріонна речовина складає лише приблизно 4 % всієї матерії у Всесвіті.

### Склад
Усі зорі складаються з однакових хімічних елементів, які відомі на Землі. Найпоширенішим хімічним елементом у Всесвіті є водень, йому поступаються по черзі: гелій, кисень, азот. Повсюди у Всесвіті відбувається обмін речовиною і променевою енергією. Поширеність хімічних елементів у Всесвіті пов'язана з історією їх утворення в процесі нуклеосинтезу.

### Розширення
Всесвіт розширюється. Кількісно це розширення описується законом Габбла, а експериментальне свідчення на користь цього процесу дає червоний зсув. Розширення Всесвіту відбувається не в порожнечу, принаймні наукових свідчень про обмеженість Всесвіту нема. Межі Всесвіту, якщо вони існують, лежать далеко за краями можливостей спостережень. Розширення Всесвіту означає лише те, що відстані між астрономічними об'єктами збільшуються. Це розширення в сучасну еру прискорюється. Питання про те, чи зупиниться воно в далекому майбутньому й перейде в стиснення, залишається суперечливим і залежить від загальної кількості матерії у Всесвіті.
Найвіддаленішим від Землі зареєстрованим астрономічним об'єктом станом на травень 2018 року, імовірно, є галактика MACS1149-JD1, відстань до якої дорівнює 13,28 млрд св.р..

## Теоріїпоходження Всесвіту

### Теорія Великого вибуху
Існують різноманітні теорії виникнення Всесвіту, якими намагались обґрунтувати з чого виник Всесвіт і як він набув сучасних обрисів.
Основним вченням виникнення Всесвіту вважається теорія про Великий вибух, який відбувся приблизно 13,73 (± 0,12) млрд років тому з подальшим розширенням Всесвіту. Внаслідок Великого вибуху виникла матерія, простір і час. Теорія вважає, що після Великого вибуху Всесвіт мав дуже високу температуру. Приблизно за 10 секунд сформувались атомні частинки — протони, електрони і нейтрони. Атоми водню і гелію, з яких складаються більшість зірок, утворилися лише через декілька сотень тисяч років після Великого вибуху, коли Всесвіт значно розширився в розмірах і охолов.
Пропонувалися також і інші вчення, наприклад теорія стаціонарного Всесвіту, яка, втім, втратила прихильників після відкриття реліктового випромінювання в середині 1960-их.
За підрахунками, якщо Великий вибух відбувся приблизно 14 млрд років тому, Всесвіт мав охолонути до температури близько трьох градусів Кельвіна. За допомогою радіотелескопів на всьому зоряному небі були зареєстровані радіошуми, які відповідають даній температурі. Вони вважаються відлунням стану Всесвіту через деякий час після Великого вибуху, того часу, коли відбулося утворення нейтральних атомів.

### Інфляційна модель
Теорії інфляції визначають передбачувану стадію розширення Всесвіту, яка почалася через ~ 10−42 секунди після Великого Вибуху, що має назву інфляційної стадії. Ця ідея дозволяє пояснити плоску геометрію простору. Крім цього, теорія інфляції припускає народження спостережуваного Всесвіту з маленької спочатку причинно-зв'язаної області, що пояснює однорідність і ізотропність Всесвіту. Габблове розширення є рухом по інерції завдяки великій кінетичній енергії, що була накопичена протягом інфляції.
Будь-яке інфляційне розширення починається з планкових розмірів і часів, коли сучасні закони фізики починають адекватно описувати процеси, які відбуваються в цю мить. Єдина причина прискореного розширення в рамках загальної теорії відносності  — це негативний тиск. Такий тиск можна показати скалярним полем, який отримав назву інфлятона. Зокрема, таким же чином можна описати і тиск фізичного вакууму (космологічну константу). В кінці інфляційної стадії це поле повинне розпадатися, в іншому випадку експоненціальне розширення ніколи не закінчиться.
Основний клас моделей інфляції ґрунтується на припущенні про повільне скочування: потенціал інфлятона повільно зменшується до нульового значення. Початкове значення може задаватися по-різному: це може бути значення початкових квантових збурень, а може бути суворо фіксованим. Конкретний вид потенціалу залежить від обраної теорії.
Теорії інфляції також діляться на нескінченні і скінченні у часі. У вченні з нескінченною інфляцією, існують області простору — домени — які почали розширюватися, але через квантові флуктуації повернулися до початкового стану, в якому виникають умови для повторної інфляції. До таких теорій належить будь-яке вчення з нескінченним потенціалом і хаотична теорія інфляції Лінде.
До теорій зі скінченним часом інфляції належить гібридна модель. У ній існує два види поля: перше, що відповідає за великі енергії (а, отже, за швидкість розширення), а друге за малі, що визначають мить завершення інфляції. У такому разі квантові флуктуації можуть вплинути тільки на перше поле, але не на друге, отже і сам процес інфляції скінченний.
До нерозв'язаних проблем інфляції можна віднести стрибки температури в дуже великому діапазоні, в якусь мить вона падає майже до абсолютного нуля. У кінці інфляції відбувається повторний нагрів речовини до високих температур. На роль можливого пояснення настільки дивної поведінки пропонується «параметричний резонанс».

### Мультивсесвіт
«Мультивсесвіт», «Великий Всесвіт», «Мультиверс», «Гіпервсесвіт», «Надвсесвіт», — різні переклади англійського терміна multiverse. З'явився він у ході розвитку теорії інфляції.
Ділянки Всесвіту, розділені відстанями більшими за розмір горизонту подій, еволюціонують незалежно один від одного. Будь-який спостерігач бачить тільки ті процеси, які відбуваються в домені, котрий дорівнює за обсягом сфері з радіусом, що становить відстань до горизонту подій. В епоху інфляції дві ділянки розширення, розділені відстанню близько горизонту, не перетинаються.
Такі домени можна розглядати як окремі всесвіти, подібні до нашого: вони точно так же однорідні й ізотропні на великих масштабах. Конгломерат таких утворень і є Мультивсесвітом.
Хаотична теорія інфляції припускає нескінченну різноманітність Всесвітів, кожен з яких може мати відмінні від інших Всесвітів фізичні константи. В іншій теорії Всесвіти розрізняються за квантовим виміром. За визначенням, ці припущення не можна експериментально перевірити.

## Спостереження
Інформація, якою володіє людство про Всесвіт як про єдине ціле — підсумок астрономічних спостережень. І якщо у більшості природних наук різноманітність джерел інформації нічим не обмежена, то в астрономів, у переважній кількості випадків, воно одне — електромагнітне випромінення. Серед усіх спостережених і спостережуваних властивостей Всесвіту тільки невелика частка фактів інтерпретуються однозначно. Серед них:
- Найпоширеніший хімічний елемент — водень.
- Закон Габбла з високим ступенем точності лінійний щодо z ~ 0,1.
- Реліктове випромінювання флуктує на масштабах четвертого порядку мализни.
- Температура реліктового фону залежить від z.
- Наявність Lα-лісу у спектрах далеких об'єктів (квазарів) з z>6.
- Наявність сильної неоднорідності в розподілі галактик на масштабах < 100 Мпк.

На 2011 рік основні зусилля астрономів, що працюють в спостережній астрономії, спрямовуються у двох напрямках:
- історія розвитку Всесвіту від ранніх етапів до наших днів;
- космологічна шкала відстаней і пов'язане з нею явище розширення Всесвіту.

### Шкала відстаней
Шкала відстаней — це цілий комплекс завдань з вимірювання відстаней до різних об'єктів. Ми звикли, що на Землі, та і в Сонячній системі, відстань — це параметр, який треба підставити, щоб щось знайти. Але на космологічних масштабах відстань перестає бути просто параметром. Астроном Едвін Габбл сформулював закон загального розбігання галактик (відомий також як Закон Габбла), що пов'язує швидкість розбігання галактик (і їх червоний зсув) з відстанню між ними:
1. лінії поглинання в спектрах віддалених галактик зміщені в червону смугу;
2. зі збільшенням відстані цей зсув також збільшується і дорівнює:

{\displaystyle z\equiv {\frac {\lambda -\lambda _{0}}{\lambda _{0}}}={\frac {H_{0}}{c}}r,}
де λ — спостережувана довжина хвилі лінії, λ0 — довжина цієї ж хвилі в лабораторії, r — відстань між галактиками, c — швидкість світла, H0 — коефіцієнт пропорційності, сталий на поточну епоху, що має назву сталої Габбла, z — має назву червоного зсуву.
Іноді можна зустріти таке формулювання: швидкість розбігання галактик прямо пропорційна відстані. Але варто пам'ятати, що воно коректне тільки поки вірна формула Доплера для малих швидкостей ({\displaystyle v=cz}).
У Габбла були два ступені шкали відстаней: фундаментальна — метод тригонометричного паралаксу, що випливає з евклідової геометрії, і метод вимірювання за видимим блиском цефеїд. Сьогодні таких ступенів набагато більше і сягають вони набагато далі, дозволяючи вимірювати відстані в мільярди парсек.

#### Метод тригонометричного паралаксу
Паралакс — кут, на який зсувається об'єкт, якщо розглядати його з двох різних позицій. Що далі розташовано об'єкт, тим менше змінюється його візуальна позиція. Що ближча відстань до об'єкта, або що більша відстань між точками спостереження (база), тим більший паралакс. Розрізняють два види паралаксу: річний та груповий.
Річний паралакс — кут, під яким видно середній радіус земної орбіти з центру мас зорі. Через рух Землі орбітою, видиме розташування будь-якої зорі на небесній сфері постійно змінюється — зоря описує еліпс, велика піввісь якого дорівнює річному паралаксу. За відомим паралаксом із законів евклідової геометрії можна обчислити відстань до зорі:
{\displaystyle L={\frac {D}{2\sin {\frac {\alpha }{2}}}}\approx {\frac {D}{\alpha }},}
де наближена рівність записана для малого кута (в радіанах). Ця формула показує основні труднощі цього методу: зі збільшенням відстані значення паралаксу зменшується, і для далеких об'єктів величина паралаксу лежить у межах похибки вимірів.

### Вивчення історії розвитку Всесвіту і його всеохопної структури
Вкрай важкі завдання — вивчення історії розвитку Всесвіту і проблема виникнення його великомасштабної структури — одночасно є вкрай важливими для всієї астрофізики в цілому: тільки їх вирішення може показати вірність розуміння процесів, що відбуваються в окремих об'єктах та їх об'єднаннях на дану мить.
Складність полягає в тому, що необхідно спостерігати об'єкти, які народилися в одну і ту ж епоху, але різного віку. Таким чином, з одного боку виникає потреба спостерігати віддалені об'єкти, ослаблені як відстанню, так і тим, що їх спектр разом з вкрай важливою лінією Lα через розширення Всесвіту зміщується в інфрачервоний діапазон, спостереження в якому пов'язані з великими технічними труднощами. З іншого боку в найближчих околицях необхідно спостерігати дуже старі об'єкти, пік світності яких вже минув і зараз вони, з різних причин втративши основне джерело енергії, можуть світити лише завдяки мізерним старим запасам. Іншими словами доводиться спостерігати слабкі об'єкти. У той же час необхідна масовість спостережень, щоб усунути ефекти селекції.
З технічної точки зору рішення першої проблеми — будівництво великих телескопів. Проте у великого телескопу не може бути великого поля, отже, він не може забезпечити масштабність спостережень. І навпаки: телескоп з широким полем не може забезпечити якісні спостереження слабких об'єктів. Але є й інший шлях, більш творчий: застосування різних методик аналізу вже відомих даних, отриманих з використанням наявних ресурсів. Зазвичай їх застосовують у зв'язці: за допомогою другого способу намічають проблеми і завдання, які потім вирішуються на якісно новому рівні за допомогою найкращих космічних і наземних телескопів.
Додаткову складність вносить і те, що разом із Всесвітом еволюціонують і об'єкти, за допомогою яких ведуться дослідження. А значить, може скластися становище, коли залежності, побудовані на основі сучасного стану об'єктів, перестануть бути відповідними. Щоб уникнути подібного, крім самих об'єктів треба ретельно дослідити і метод, за допомогою якого ми хочемо вивчати Всесвіт.
Типовими об'єктами досліджень в космології є:
- Галактики;
- Квазари;
- Зоряні скупчення;
- Гамма-спалахи;
- Реліктове випромінювання;
- Об'єкти, що не проеволюціонували або проеволюціонували слабко (сюди відносять як галактики, так і зорі. Характерною рисою даних об'єктів є їх низька металічність. Вони в основному складаються з тієї речовини, з якої складалися найперші зорі і галактики).На діаграмі показано місце знаходження Землі у Всесвіті

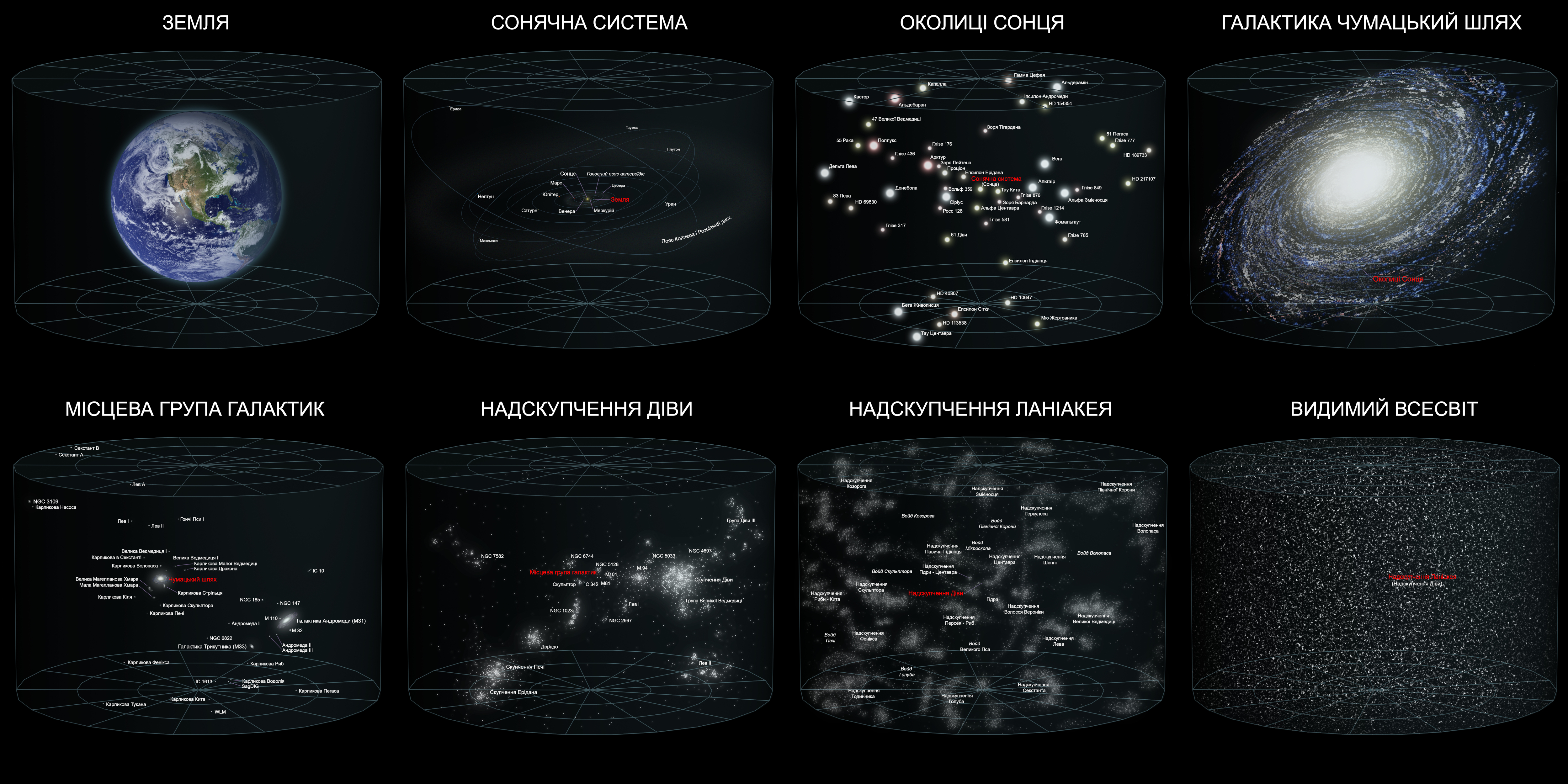
На діаграмі показано місце знаходження Землі у Всесвіті

#### Загальні особливості та підходи
Спостерігати космологічні об'єкти можна різними способами, деякі підходять тільки для одного типу об'єктів, деякі застосовні до всіх. Ті, що характерні для всіх, частково прийшли з зоряної астрономії (такі як метод зоряних підрахунків або порівняння різних ділянок спектра), частково винайдені тільки для потреб космології.
Загальні проблеми найбільш яскраво проявляються в галактиках. Класично, серед них виділяють чотири типи: еліптичні, лінзоподібні, спіральні та неправильні. Ці чотири типи багато в чому схожі, але також багато в чому різні. Чинників, що впливають на еволюцію властивостей окремо взятої галактики — величезна кількість. Все це відбивається на її спектральних і фотометричних характеристиках, причому часові межі еволюційних процесів — мільйони років. У підсумку, спостереження далеких об'єктів не можна співвіднести зі спостереженнями близьких галактик і немає простих механізмів екстраполяції того стану до нинішнього.

#### Ліс Лайман-альфа
У спектрах деяких далеких об'єктів можна спостерігати велике скупчення сильних абсорбційних ліній на малій ділянці спектра (т. зв. ліс ліній). Ці лінії ототожнюються як лінії серії Лаймана, але мають різні червоні зміщення.
Хмари нейтрального водню ефективно поглинають світло на довжинах хвиль від Lα(1216 Å) до межі Лаймана. Випромінювання, спочатку короткохвильове, на шляху до нас через розширення Всесвіту поглинається там, де його довжина хвилі зрівнюється з цим «лісом». Перетин взаємодії дуже великий і розрахунки показують, що навіть малої частки нейтрального водню достатньо для створення великого поглинання в безперервному спектрі.
При великій кількості хмар нейтрального водню на шляху світла на досить широкому інтервалі спектру утворюється провал. Довгохвильова межа цього інтервалу обумовлена Lα, а короткохвильова залежить від найближчого червоного зсуву, навколо якого середовище іонізоване і нейтрального водню мало. Подібний ефект носить назви ефекту Гана-Петерсона.
Ефект спостерігається в квазарах з червоним зсувом z>6. Звідси робиться висновок, що епоха іонізації міжгалактичного газу почалася з z≈6.

#### Гравітаційне лінзування
До ефектів, спостереження яких можливі також для будь-якого об'єкта (навіть не важливо, щоб він був далеким), необхідно віднести і ефект гравітаційного лінзування. У попередньому розділі було зазначено, що за допомогою гравітаційного лінзування будують шкалу відстаней. Це — варіант так званого сильного лінзування, коли кутове розділення зображень джерела можна безпосередньо спостерігати. Однак існує ще й слабке лінзування, з допомогою якого можна визначити потенціал досліджуваного об'єкта. Так, з його допомогою було встановлено, що скупчення галактик розміром від 10 до 100 Мпк є гравітаційно пов'язаними, тобто найбільшими сталими системами у Всесвіті. Також з'ясувалося, що забезпечує цю стабільність маса, котра проявляє себе тільки в гравітаційній взаємодії — темна маса або, як її називають в космології, темна матерія.

### Порівняння різних ділянок спектру
До стандартних підходів, що дозволяють прояснити природу будь-якого об'єкта, можна віднести порівняння як спектрів різних, але приналежних до одного класу об'єктів, так і різних частин одного і того ж спектру.
Так, комбінуючи обидва варіанти: спочатку порівнюючи спектри двох різних квазарів, а потім порівнюючи окремі ділянки спектру одного і того ж квазару, виявили сильний провал на одній з ультрафіолетових ділянок спектру. Настільки сильний провал міг бути викликаний тільки великою концентрацією пилу, що поглинав випромінення. Раніше пил намагалися виявити за спектральними лініями, але виділити конкретні серії ліній, які доводили б, що це саме пил, а не домішка важких елементів в газі, не вдавалося. Подальший розвиток цього методу дозволив оцінити темп зореутворення на z від ~2 до ~6

##### Метод зоряних черпків

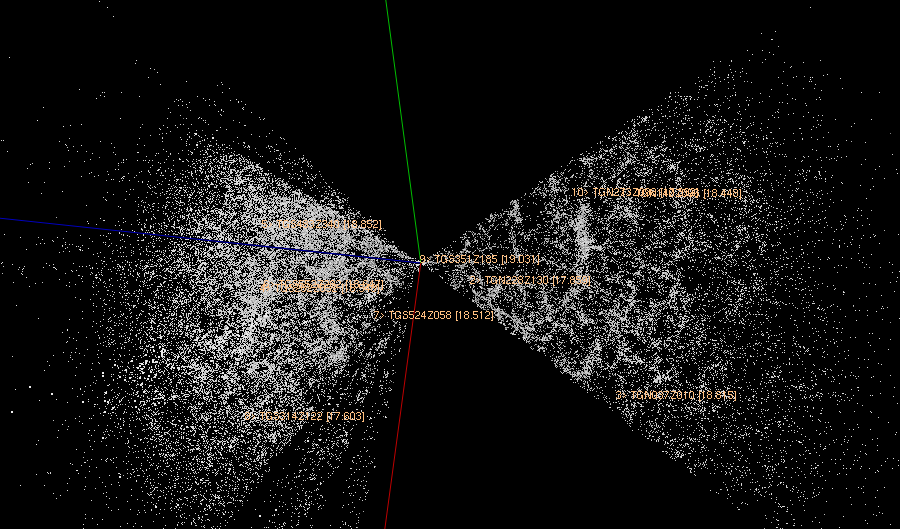
Дані про великомасштабну структуру 2df-огляду.

Першим способом вивчення великомасштабної структури Всесвіту, що досі не втратив своєї актуальності, є так званий метод «зоряних черпків Гершеля». Сутність його полягає в підрахунку кількості об'єктів у різних напрямках. Метод винайдено Вільямом Гершелем наприкінці XVIII сторіччя, коли про існування далеких космічних об'єктів лише здогадувалися, і єдиними об'єктами, доступними для спостережень, були зорі. Сьогодні, природно, рахують не зорі, а позагалактичні об'єкти (квазари, галактики), і крім розподілу за напрямками, будують розподіл за червоним зсувом.
Найбільшими джерелами даних про позагалактичні об'єкти є окремі спостереження певних об'єктів, огляди типу SDSS, APM, 2df, а також компілятивні бази даних, такі як NEd і Hyperleda. Наприклад, в огляді 2df охоплення неба становило ~ 5 %, середнє z — 0,11 (~ 500 Мпк), кількість об'єктів — ~ 220 000.
На наведеному малюнку можна бачити, що галактики розташовано в просторі неоднорідно на малих масштабах. Після детальнішого розгляду виявляється, що просторова структура розподілу галактик — чарункова: вузькі стінки з шириною, яка визначається величиною скупчень і надскупчень галактик, а всередині них — порожнини, так звані войди.
Переважає думка, що після переходу до масштабів у сотні мегапарсек, розподіл видимої речовини стає однорідним. Проте однозначної відповіді на це питання поки що не знайдено: застосовуючи різні методики деякі дослідники приходять до висновків про неоднорідність розподілу галактик і в найбільших досліджуваних масштабах. Разом з тим, неоднорідності в розподілі галактик не скасовують факту високої однорідності Всесвіту в початковому стані, що виведено з високої міри ізотропності реліктового випромінювання.
Водночас встановлено, що розподіл кількості галактик за червоним зсувом має складний характер. Залежність для різних об'єктів різна. Однак для всіх них характерна наявність кількох локальних максимумів. З чим це пов'язано — поки не зовсім зрозуміло.
До останнього часу не було ясності в тому, як еволюціонує всеохопна будова Всесвіту. Проте роботи останнього часу доводять, що першими сформувалися великі галактики, і лише потім — дрібніші (так званий ефект зменшення розміру).

#### Особливості спостережень квазарів

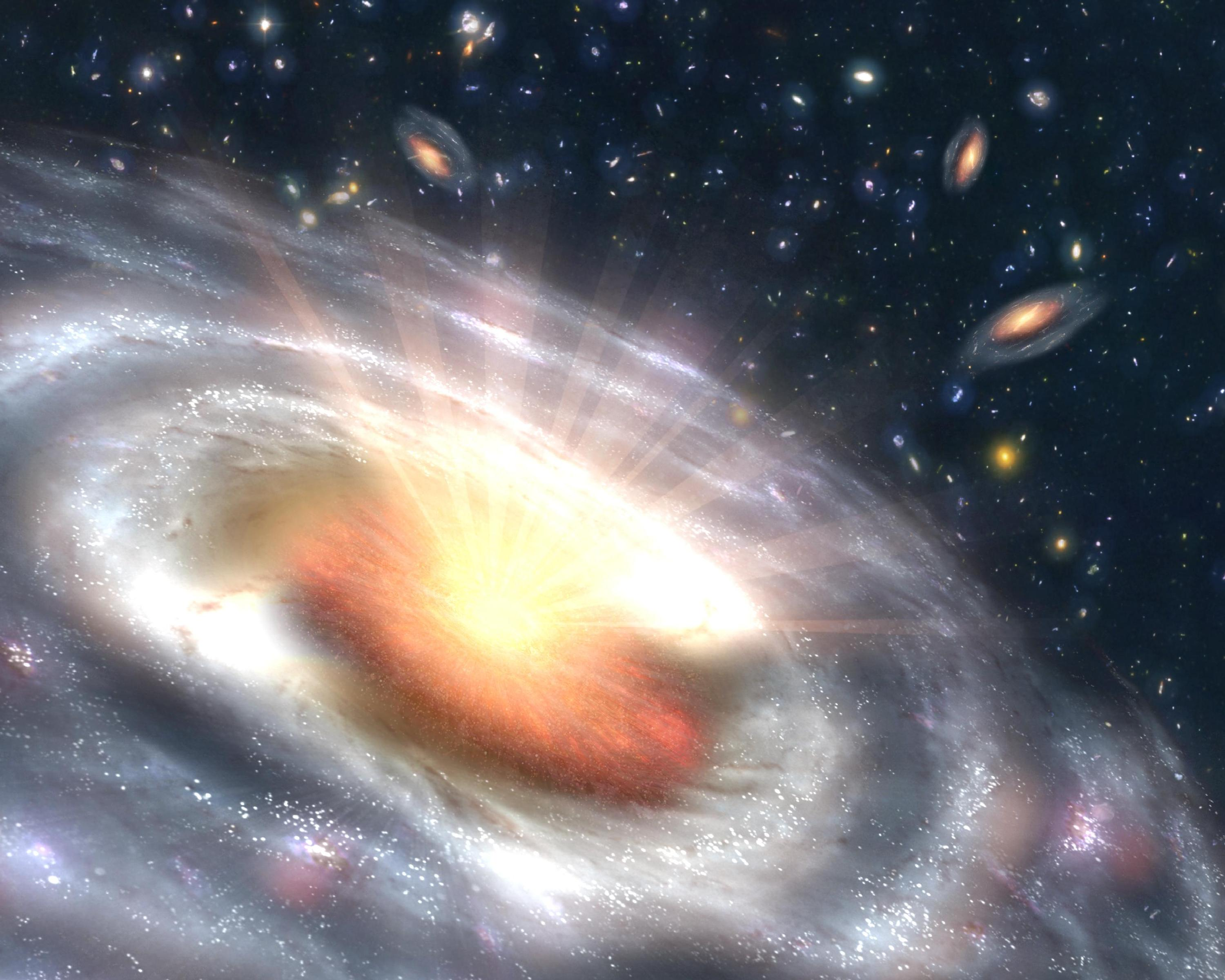
Квазар.

Надзвичайна властивість квазарів — великі концентрації газу в області випромінювання. За сучасними уявленнями, акреція цього газу на чорну діру і забезпечує настільки високу світність об'єктів. Висока концентрація речовини означає і велике скупчення важких елементів, а значить і помітніші абсорбційні лінії. Так, в спектрі одного з лінзованих квазарів були виявлені лінії води.
Унікальною перевагою є і висока світність в радіодіапазоні, на її фоні поглинання частини випромінювання холодним газом помітніше. При цьому газ може належати як рідній галактиці квазара, так і випадковій хмарі нейтрального водню в міжгалактичному середовищі, або галактиці, що випадково потрапила на промінь зору (при цьому нерідкі випадки, коли таку галактику не видно — вона занадто тьмяна для наших телескопів). Вивчення міжзоряної речовини в галактиках даним методом називається «вивченням на просвіт», наприклад, подібним чином була виявлена перша галактика із надсонячною металічністю.
Також важливим наслідком застосування даного методу, правда не в радіо-, а в оптичному діапазоні, є вимірювання первинної наявності дейтерію. Сучасне значення наявності дейтерію, отримане за таким спостереженнями, становить{\displaystyle D/H_{p}\approx 3\cdot 10^{-5}}.
За допомогою квазарів отримані унікальні дані про температуру реліктового фону на z≈1,8 і на z=2,4. У першому випадку досліджувалися лінії надтонкої структури нейтрального вуглецю, для яких кванти з T≈7,5°К (передбачувана температура реліктового фону на той момент) відіграють роль помпування, забезпечуючи інверсну заселеність енергетичних рівнів. У другому випадку виявили лінії молекулярного водню H2, дейтериду водню HD, а також молекули оксиду вуглецю СО, за інтенсивністю спектра якої якраз і виміряли температуру реліктового фону, вона з хорошою точністю збіглася з очікуваним значенням.
За іронією долі, головна перевага квазарів — це їхній же основний недолік: неможливо відокремити лінії акреційного газу від ліній міжзоряної речовини батьківської галактики.

#### Особливості спостережень гамма-сплесків

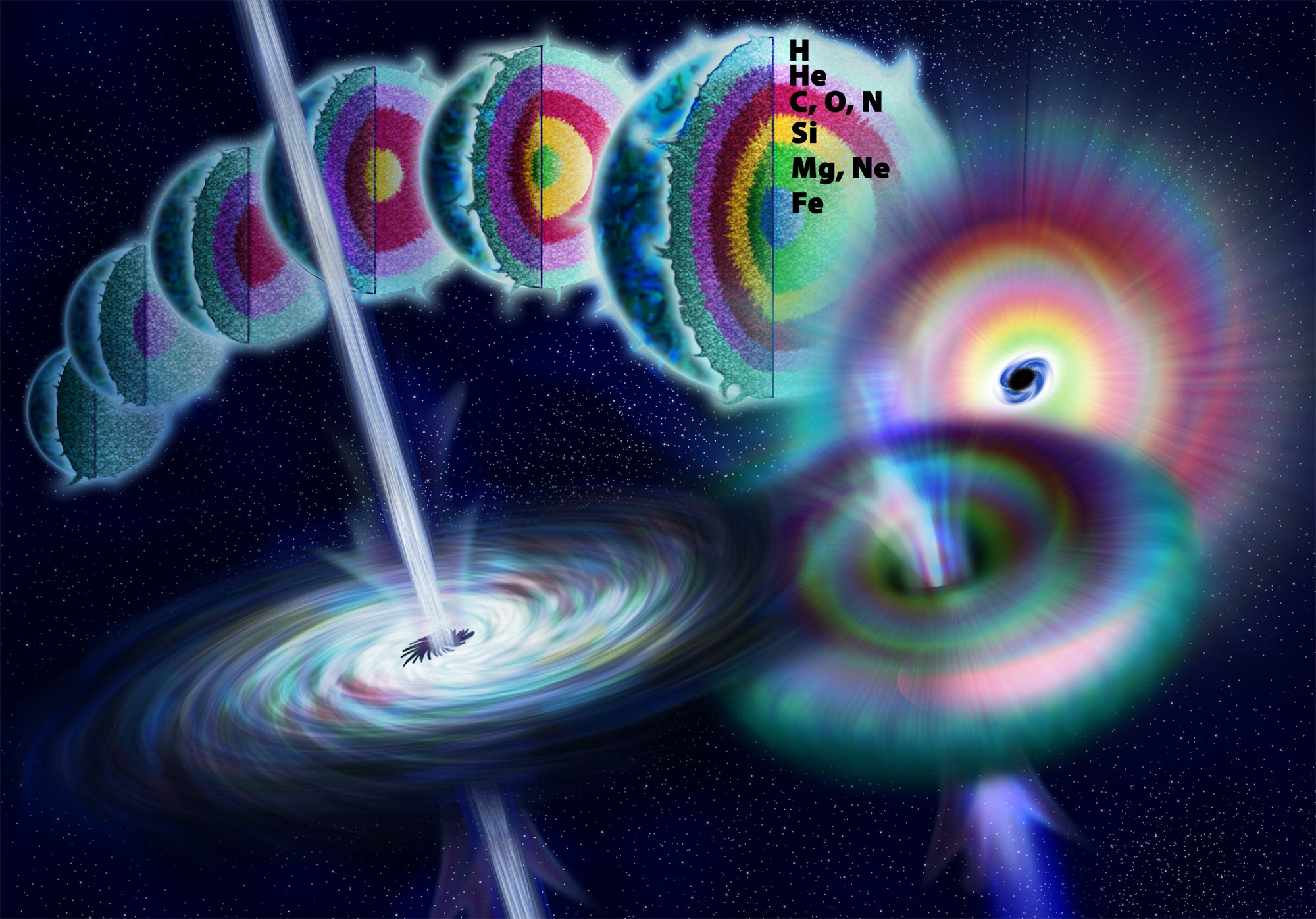
Популярна модель походження гамма-сплеску.

Гамма-сплески — виняткове явище, і загальновизнаної думки щодо його природи не існує. Однак переважна більшість вчених погоджується з твердженням, що предком гамма-сплесків є об'єкти зоряної маси.
Унікальні можливості застосування гамма-сплесків для вивчення структури Всесвіту полягають у наступному:
- Оскільки предком гамма-сплеску є об'єкт зоряної маси, то і простежити гамма-сплески можна на більшу відстань, ніж квазари, як через більш раннє формування самого предка, так і через малу масу чорної діри квазара, а значить і меншу його світність на той період часу.
- Спектр гамма-сплеску — неперервний, тобто не містить спектральних ліній. Це означає, що найвіддаленіші лінії поглинання в спектрі гамма-сплеску — це лінії міжзоряного середовища батьківської галактики. З аналізу цих спектральних ліній можна отримати інформацію про температуру міжзоряного середовища, його металічність, ступінь іонізації і кінематику.
- Гамма-сплески дають ледь не ідеальний спосіб вивчати міжгалактичне середовище до епохи реіонізаціі, тому що їх вплив на міжгалактичне середовище на 10 порядків менший, ніж квазарів, через малий час життя джерела.
- Якщо післясвітіння гамма-сплеску в радіодіапазоні досить сильне, то за лінією 21 см можна судити про стан різних структур нейтрального водню в міжгалактичному середовищі поблизу від галактики-предка гамма-сплеску.
- Детальне вивчення процесів формування зірок на ранніх етапах розвитку Всесвіту за допомогою гамма-сплесків дуже залежить від обраної моделі природи явища, але якщо набрати достатню статистику і побудувати розподіл характеристик гамма-сплесків в залежності від червоного зсуву, то, залишаючись в рамках досить загальних положень, можна оцінити стрімкість зореутворення і функцію мас зірок, що народжуються[24].
- Якщо прийняти припущення, що гамма-сплеск — це вибух наднової зорі, то можна вивчати історію збагачення Всесвіту важкими металами.
- Гамма-сплеск може слугувати вказівником на дуже слабку карликову галактику, яку важко виявити при «масовому» спостереженні неба.

Основною проблемою гамма-сплесків є їх спорадичність і стислість часу, коли післясвітіння сплеску можна спостерігати спектроскопічно.

## Теоретичні моделі
Сучасні космологічні моделі дуже складні, а іноді використовують поки непідтверджені гіпотези. Наприклад, до Всесвіту застосовують рівняння ЗТВ, хоча ЗТВ — це теорія, добре підтверджена тільки в масштабах Сонячної системи, і її використання в масштабі галактик і Всесвіту в цілому може бути піддано сумніву. Космологічні моделі були б набагато простіші, якби протон не був сталою частинкою і розпадався б, чого сучасні експерименти у фізичних лабораторіях не підтверджують; і цей список можна продовжити. Але на даний час з таким станом справ доводиться миритися, оскільки кращого пояснення спостереженням поки не існує.
Космологія — швидше описова наука, ніж передбачувальна. Доводиться звертатися до певних припущень, принципів, у тому числі й філософських. Зараз практично всі згодні, що будь-яка модель Всесвіту повинна відповідати так званому «космологічному принципу». Згідно цього принципу, у великих просторових масштабах, у Всесвіті немає виділених областей і напрямків. Наслідком такого постулату є однорідність та ізотропності матерії у Всесвіті на великих масштабах (> 100 Мпк).
Просторова однорідність та ізотропність, не заперечує неоднорідність в часі, тобто існування виділених послідовностей подій, доступних всім спостерігачам. Прихильники теорій стаціонарного Всесвіту іноді формулюють «досконалий космологічний принцип», згідно з яким чотиривимірний простір-час повинен мати властивості однорідності й ізотропності. Однак еволюційні процеси, що спостерігаються у Всесвіті, очевидно не узгоджуються з таким космологічним принципом.
У загальному випадку для побудови моделі застосовуються такі теорії та розділи фізики:
1. Рівноважна статистична фізика, її основні поняття і принципи, а також теорія релятивістського газу.
2. Теорія гравітації (зазвичай загальна теорія відносності).
3. Деякі дані з фізики елементарних частинок: список основних частинок, їхні характеристики, типи взаємодії, закони збереження.

Комбінуючи ці фактори намагаються в першу чергу пояснити три фундаментальні явища: розширення Всесвіту, великомасштабну структуру Всесвіту і поширеність хімічних елементів. Основними теоріями, що описують всі ці три явища сьогодні є:
| Теорія Великого Вибуху. Описує хімічний склад Всесвіту. | Теорія стадії інфляції. Пояснює причину розширення. | Модель розширення Фрідмана. Описує розширення. | Ієрархічна теорія. Описує великомасштабну структуру. |
| ------------------------------------------------------- | --------------------------------------------------- | ---------------------------------------------- | ---------------------------------------------------- |

Зелений колір означає абсолютно панівні теорії, бурштиновий — визнана багатьма, але широко обговорюється, червоний — відчуває великі проблеми останнім часом, але підтримується багатьма теоретиками.

### Модель розширювального Всесвіту.
Модель Всесвіту змальовує сам факт розширення. У загальному випадку нехтують, коли і чому Всесвіт розпочав розширюватися, тобто теорія Великого Вибуху — лише окремий випадок моделі розширювального Всесвіту. В основі більшості моделей Всесвіту лежить ЗТВ і її геометричний погляд на природу гравітації. Середовище, що ізотропно розширюється зручно розглядати в системі координат, яка розширюється разом з матерією. Таким чином, розширення Всесвіту формально зводиться до зміни масштабного фактора всієї координатної сітки, у вузлах якої «посаджені» галактики. Таку систему координат називають супутньою. Початок відліку зазвичай прикріплюють до спостерігача.
Єдиної точки зору, чи є Всесвіт дійсно нескінченним або кінцевим в просторі та обсязі, не існує. Тим не менш, Всесвіт, що охоплює всі місця розташування, які можуть впливати на нас з миті Великого Вибуху, кінцевий, оскільки кінцева швидкість світла, та існував Великий вибух.

## Теоретична доля Всесвіту
Всесвіт і в наші дні (2000-і роки) продовжує свою еволюцію, оскільки еволюціонують його частини. Час цієї еволюції для кожного типу об'єктів відрізняється більше, ніж на порядок. І коли життя об'єктів одного типу закінчується, то в інших усе лише починається. Це дозволяє розбити еволюцію Всесвіту на епохи. Однак кінцевий вид еволюційного ланцюга залежить від швидкості і прискорення розширення: при рівномірній або майже рівномірній швидкості розширення будуть пройдені всі етапи еволюції і будуть вичерпані всі запаси енергії. Цей варіант розвитку називається тепловою смертю.
Якщо швидкість буде все наростати, то, починаючи з певного моменту, сила, що розширює Всесвіт, спочатку перевищить гравітаційні сили, які утримують галактики в скупченнях. За ними розпадуться галактики і зоряні скупчення. І, нарешті, останніми розпадуться найбільш тісно пов'язані зоряні системи. За деякий час, електромагнітні сили не зможуть утримувати від розпаду планети і дрібніші об'єкти. Світ знову буде існувати у вигляді окремих атомів. На наступному етапі розпадуться і окремі атоми. Що буде після цього, точно сказати неможливо: на цьому етапі перестає працювати сучасна фізика.
Сценарій, що описаний вище — це сценарій Великого розриву. Існує і протилежний сценарій — Велике стиснення. Якщо розширення Всесвіту сповільниться, то в майбутньому воно припиниться і почнеться стиснення. Еволюція і вигляд Всесвіту будуть визначатися космологічними епохами до тої миті, поки її радіус не стане у п'ять разів менший від сучасного. Тоді всі скупчення у Всесвіті утворюють єдине мегаскупчення, проте галактики не втратять свою окремішність: в них і надалі буде відбуватися народження зірок, будуть спалахувати наднові і, можливо, буде розвиватися біологічне життя. Всьому цьому прийде кінець, коли Всесвіт скоротиться ще в 20 разів і стане у 100 разів меншим, ніж зараз; у ту мить Всесвіт буде являти собою одну величезну галактику.
Температура реліктового фону досягне 274К і на планетах земного типу почне танути лід. Подальше стиснення призведе до того, що випромінювання реліктового фону затьмарить навіть центральне світило планетарної системи, випалюючи на планетах останні паростки життя. А незабаром після цього випаруються або будуть розірвані на шматки самі зорі і планети. Стан Всесвіту буде схожим на те, що було в перші моменти його зародження. Подальші події будуть нагадувати ті, що відбувалися на початку, але промотуючись в зворотному порядку: атоми розпадаються на атомні ядра й електрони, починає переважати випромінювання, потім починають розпадатися атомні ядра на протони і нейтрони, відтак розпадаються й самі протони і нейтрони на окремі кварки, відбувається велике об'єднання. У цю мить, як і в момент Великого вибуху, перестають працювати відомі нам закони фізики і подальшу долю Всесвіту передбачити неможливо.